# Frank Dudda

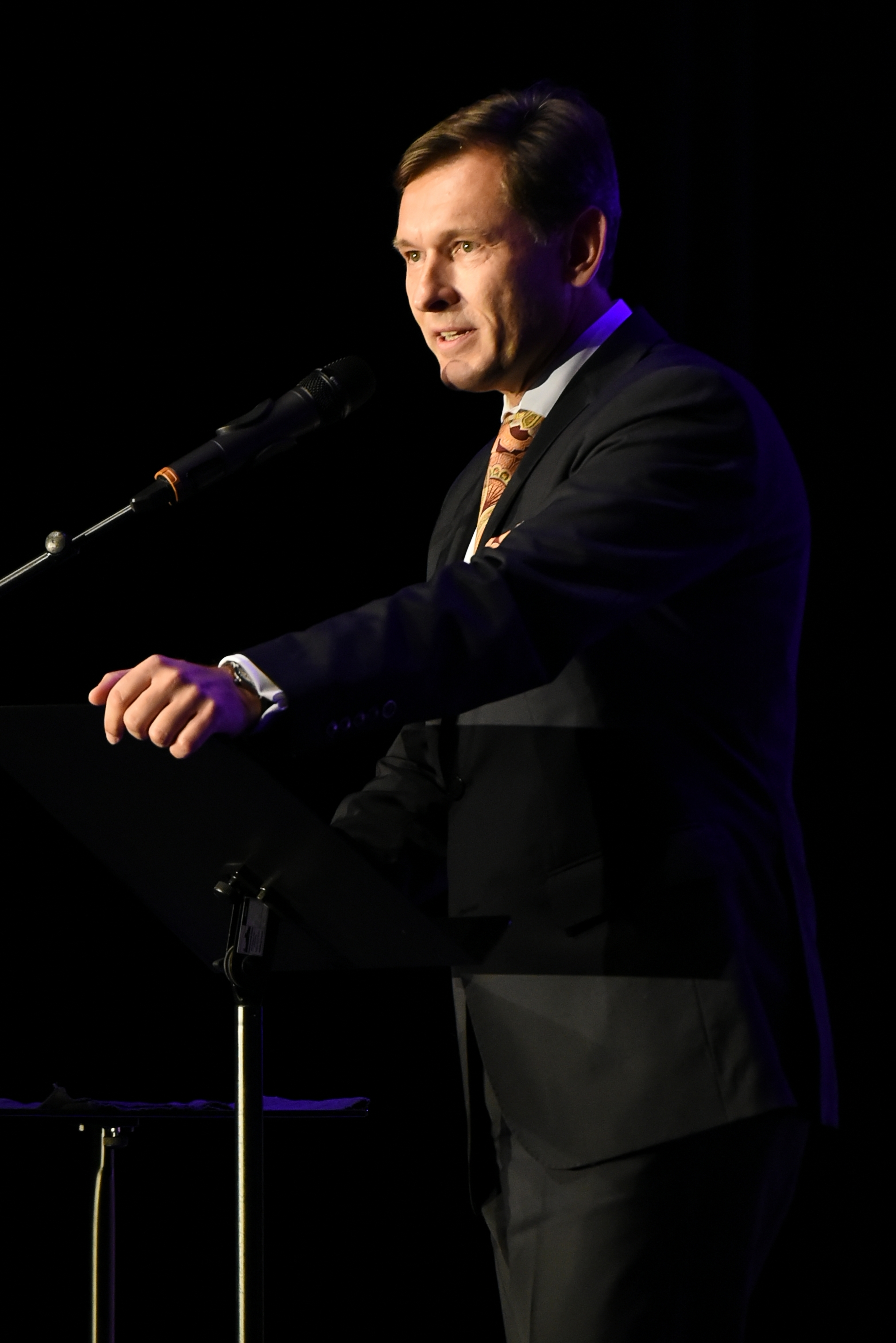
Frank Dudda 2015

Frank Dudda (* 15. Mai 1963 in Herne) ist ein deutscher Kommunalpolitiker (SPD) und seit 2015 Oberbürgermeister von Herne.

## Leben
Nach dem Abitur am Otto-Hahn-Gymnasium in seiner Geburtsstadt leistete er zunächst seinen Grundwehrdienst bei der 2./Nachschubbataillon 7 in Unna-Königsborn ab und studierte anschließend (1984–1989) an der Ruhr-Universität Bochum Rechtswissenschaft.
In den Jahren 1989 bis 1992 war er wissenschaftlicher Mitarbeiter am Lehrstuhl für Öffentliches Recht unter Friedrich Eberhard Schnapp und später am Institut für Sozialrecht. Im Jahr 1996 promovierte er über Die Binnenstruktur der Krankenversicherungsträger nach dem Gesundheitsstrukturgesetz.
Von 1997 war er Mitarbeiter und ab 2002 Sozius einer Kanzlei in Essen. Seine Haupttätigkeit war in den Jahren 1997 bis 2015 die des Geschäftsführers des Bundesverband selbstständiger Physiotherapeuten – IFK e. V. in Bochum. Daneben war er Justiziar der Bundesarbeitsgemeinschaft der Heilmittelverbände (BHV) e. V. und Dozent an der Akademie des BKK-Bundesverbandes in Rotenburg an der Fulda sowie der IKK-Akademie in Hagen.
Bis Ende 2021 war er Vorstandsmitglied der Freunde der Ruhr-Universität Bochum.
Frank Dudda ist verheiratet und hat einen Sohn.

## Politik
Frank Dudda ist seit dem Jahr 1982 Mitglied der SPD im Ortsverein Herne-Stamm, in dem er lange die Position des stellvertretenden Vorsitzenden ausübte. Bis zu seiner Wahl zum Oberbürgermeister der Stadt Herne, war Dudda seit 1994 Stadtverordneter des Rates der Stadt und seit dem 1. Oktober 2004 Fraktionsvorsitzender der SPD-Ratsfraktion.
Am 25. Oktober 2014 wurde er vom SPD-Unterbezirksvorstand einstimmig als Oberbürgermeisterkandidat vorgeschlagen und am 19. November vom Unterbezirksparteitag mit 90 % der delegierten Stimmen gewählt. Am 13. September 2015 wurde er im ersten Wahlgang mit 55,9 % zum Oberbürgermeister der Stadt Herne gewählt. Seine Vereidigung fand am 20. Oktober 2015 statt.
Frank Dudda kandidierte im Jahr 2020 erneut als Oberbürgermeister der Stadt Herne und wurde im Rahmen der Kommunalwahl am 13. September mit einer Mehrheit von 63,4 % der abgegebenen Stimmen wiedergewählt.
Am 1. November 2020 wurde Dudda vom Rat der Emschergenossenschaft nach einer einstimmigen Wahl als Nachfolger von Ullrich Sierau zum Ratsvorsitzenden gewählt. Bis zu seiner erneuten Wahl im Frühjahr 2021, bekleidete er das Amt zunächst nur übergangsweise.
Am 11. Dezember 2020 wurde Frank Dudda zum Vorsitzenden der Verbandsversammlung im Regionalverband Ruhr (RVR) gewählt. In dieser erstmals direkt gewählten Verbandsversammlung („Ruhrparlament“) ist die SPD mit 29,4 % die stärkste Fraktion.

## Schriften
- Die Binnenstruktur der Krankenversicherungsträger nach dem Gesundheitsstrukturgesetz. (= Europäische Hochschulschriften. Reihe 2, Band 2030: Rechtswissenschaft). Lang, 1996, ISBN 3-631-30790-X.
- Das Asylrecht im Alten Testament. In: Zeitschrift für Ausländerrecht. Band 16 (1996), S. 32–37.